# 女検死医ジョーダン
『女検死医ジョーダン』（おんなけんしいジョーダン、原題：Crossing Jordan）は、2001年9月24日から2007年5月16日までアメリカ合衆国・NBCテレビで放送されたテレビドラマ。全6シーズン・計117回。

## あらすじ
ボストンを舞台に、セクシーで頭脳明晰、勇敢な女検死医ジョーダン・カバナーを中心とする検死官グループが、世間を騒がす様々な難事件に警察と共に立ち向かう。

## キャスト
- ジョーダン・カバナー：ジル・ヘネシー
- ギャレット・メーシー：ミゲル・フェラー
- バグ：ラヴィ・カプール
- ウッディー・ホイト：ジェリー・オコンネル
- ナイジェル・タウンゼント：スティーヴ・ヴァレンタイン
- リリー・リボウスキー：キャスリン・ハーン
- トレイ・サンダース：マハーシャラルハズバズ・アリ（第1シーズンのみ）
- マックス・カバナー：ケン・ハワード（第1～4シーズン）
- エレイン・デュシャン：ロレイン・トゥーサント（第2シーズンのみ）
- ピーター・ウィンスロー：アイヴァン・セルゲイ（第3シーズンのみ）
- タルーラ“ルー”・シモンズ：レスリー・ビブ（第5・6シーズン）

## スタッフ
- 企画：ティム・クリング
- 製作総指揮：ティム・クリング、デニス・ハマー、アラン・アーカッシュ

## クロスオーバー
『ラスベガス』第2シーズン第8話、第3シーズン第3話、第4シーズン第14話とクロスオーバーしており、ジル・ヘネシーとジェリー・オコンネルがゲスト出演している。